# Sopouch (část komína)
Sopouch je tradičně otvor na komínové konstrukci, do nějž se (tradičně zastrčením) dopojuje kouřovod (ten propojuje sopouch a spotřebič, od kterého jsou spalinovou cestou odváděny spaliny). Tvořen je tradičně horizontální částí T-kusu komínové vložky.
Sopouchy mají být co nejkratší a přímé. Nesmí mít větší průřez, než je světlý průřez komínového průduchu, do kterého ústí. Sopouch komínové vložky (zejména kovové) musí být konstrukčně vyřešen tak, aby kondenzáty spalin nebo srážková voda nevnikaly sopouchem do kouřovodu a připojeného spotřebiče, kromě případů, kde jsou kondenzáty spalin odváděny otvorem v kouřovodu. Ústí-li do jednoho komínového průduchu komínu více sopouchů, nesmí být jejich vzájemná svislá vzdálenost menší než:
300 mm, pokud je vodorovný úhel mezi sopouchy menší než 90°,
600 mm, pokud je vodorovný úhel mezi sopouchy větší než 90°.
Požadavky na konstrukci sopouchů, jakož i dalších částí spalinové cesty, jsou v Česku určeny normou ČSN EN 734201 a má je znát každý kominík.